# Artel des artistes

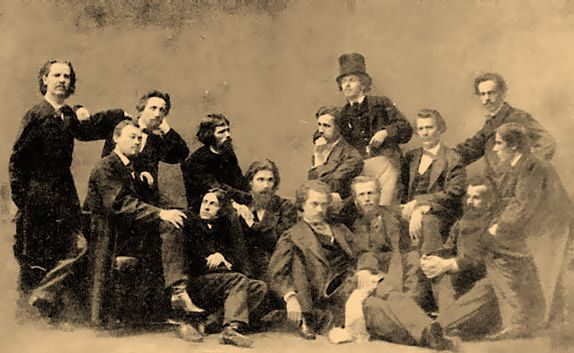
Artel des artistes (de gauche à droite)
Johann Gottlieb Wenig, Firs Jouravliov, Alexandre Morozov, Kirill Lemokh, Ivan Kramskoï, Alexandre Litovtchenko, Constantin Makovski, Nikolaï Dmitriev-Orenbourgski, Nikolaï Petrovitch Petrov, Vassili Kreïtan, Mikhaïl Peskov, Nikolaï Choustov, Alexeï Korzoukhine, Alexandre Grigoriev

Ne doit pas être confondu avec Artěl.
L'Artel des artistes ou Artel des artistes de Saint-Pétersbourg est la première organisation artistique indépendante dans l'histoire des Beaux-arts en Russie, créée par des peintres, en vue d'en tirer une assistance mutuelle et des profits. Elle est constituée en 1863 à Saint-Pétersbourg à l'initiative d'Ivan Kramskoï. Elle cessa d'exister en 1871. Une association beaucoup plus large et mieux structurée vit alors le jour en 1871 : la Société des expositions artistiques ambulantes qui exposera jusqu'en 1923.

## Histoire

### Formation et épanouissement de l'Artel
Le 9 novembre 1863, est proclamé le refus de participer au concours, des quatorze récipiendaires de l'Académie russe des beaux-arts admis pour la médaille d'or, lors du centième anniversaire de l'Académie des beaux-arts de Saint-Pétersbourg. Ils protestent contre ses positions conservatrice et la rigidité de son règlement. À la suite de cette sortie de l'Académie, désignée dans l'histoire de l'art russe sous le nom de Révolte des Quatorze, les participants se trouvent dans une situation matérielle difficile.

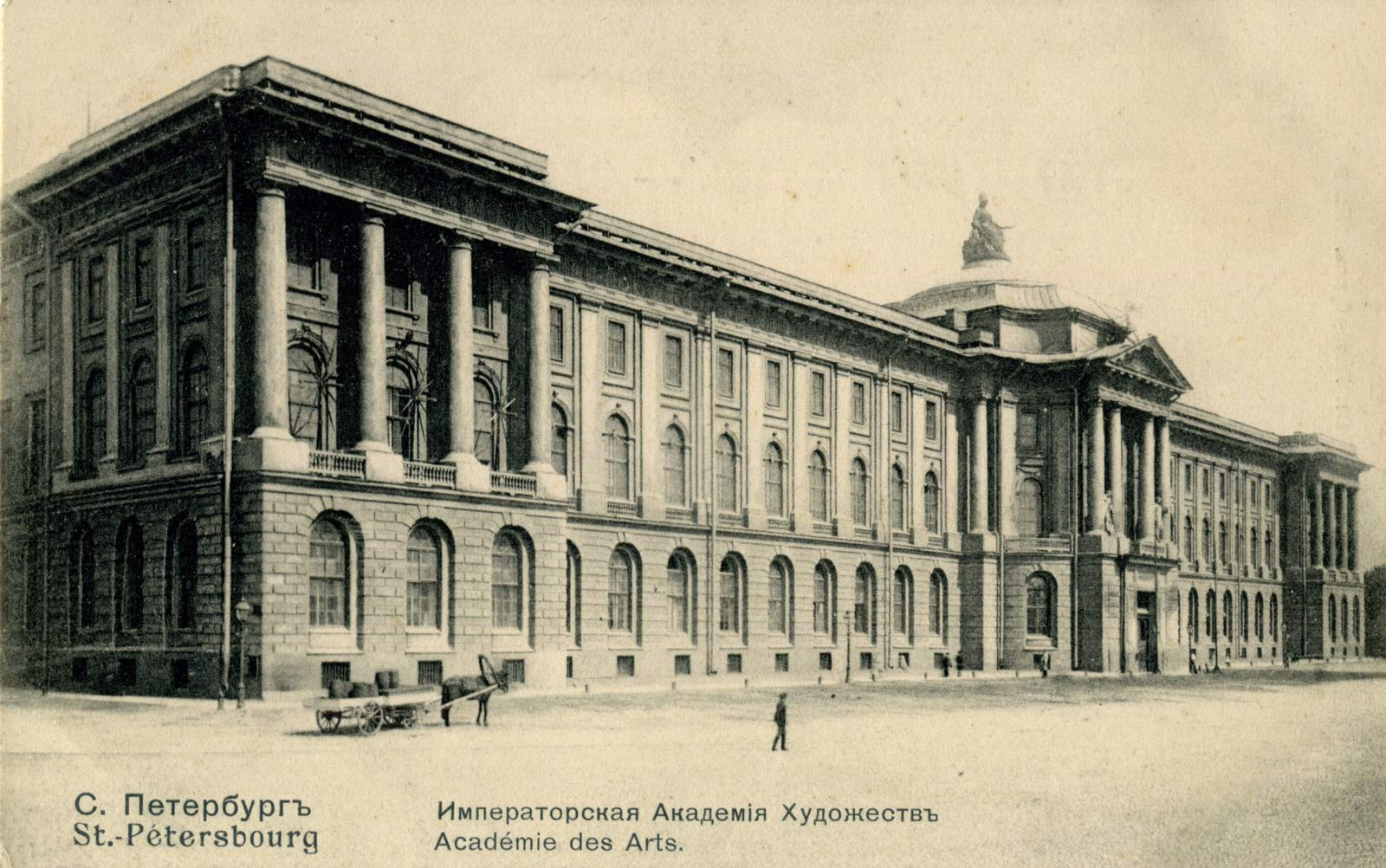
Académie russe des beaux-arts, à Saint-Petersbourg.

Après avoir quitté l'Académie, les artistes se trouvèrent dans l'obligation d'abandonner aussi les ateliers attenants à celle-ci. Sans moyens d'existence, sans atelier pour produire, sans travail ils se trouvent dans une situation matérielle pénible. Les participants à la "révolte" organisent alors un artel, c'est-à-dire une association de travailleurs, une coopérative, un collectif d'artistes qui est décrit par Nikolaï Tchernychevski dans un roman à la mode à cette époque Que faire ? (Tchernychevski).
L'inspirateur de cette idée était Kramskoï qui était marié à Sofia Nikolaevna Prokhorov, elle-même occupée dans le domaine des affaires. Kramskoï est élu "contremaitre" de l'Artel et reste son leader incontesté jusqu'à la fin de celui-ci.

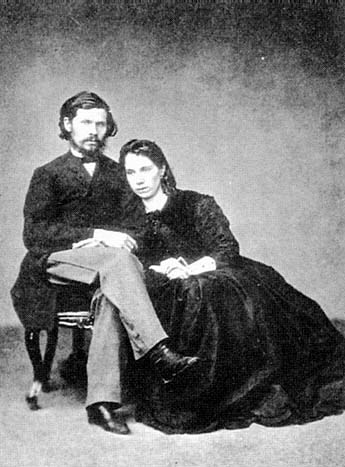
Ivan Kramskoï et son épouse, photo, (1863—1864).

 Les participants à l'Artel prennent en location un appartement dans un habitat collectif à Goudkova sur la ligne 17 de l'Île Vassilievski à Saint-Pétersbourg, où non seulement, ils disposent d'une chambre et d'un lit, mais aussi de trois ateliers d'artistes dont chacun peut accueillir plusieurs artistes travaillant ensemble. Avec Kramskoï cinq artistes s'installent dans l'appartement commun : Johann Gottlieb Wenig, Aleksandr Grigoriev (ru), Firs Jouravliov (ru), Alexeï Korzoukhine et Nikolaï Choustov (ru). Les autres membres de l'Artel des artistes vivent dans leurs appartements personnels .

« Après avoir beaucoup hésité, ils sont arrivés à la conclusion, qu'il fallait s'organiser et avec les autorisations officielles créer un artel d'artistes. C'est-à-dire une sorte de coopérative artistique avec atelier et bureau, prenant ses commandes dans la rue, avec un panneau publicitaire et des statuts en bonne et due forme, approuvés par tous. Ils ont choisi un grand appartement du côté de la ligne XVII sur l'ile Vassilievski, et s'y sont installés ensemble. »

— Ilia Répine Loin et proche .
Dans la revue « Bulletins de Saint-Pétersbourg » les peintres de l'Artel placent des annonces pour des commandes de leurs œuvres, pour des cours privés de peinture, de dessin et de sculpture. Ils réalisent plusieurs commandes : iconostases peintes pour l'église 
de Petrozavodsk et l'École des mines de Saint-Pétersbourg. Ils organisent des concours de bienfaisance, ils publient un album-catalogue intitulé « Autographe de l'art ». Chaque jeudi, sont organisées des séances de dessin, de lecture sur des sujets relatifs à l'art contemporain.
Le 9 juin 1865, les statuts officiels de l'Artel sont approuvés en vertu desquels les membres
s'engagent à verser dans une caisse commune 10 % de chaque vente de leur propre travail et 25 % sur les prix obtenus des travaux réalisés ensemble.
Le premier à quitter l'Artel est le peintre historique Alexandre Litovtchenko, qui refuse de payer le prix de la publicité parue dans les « Bulletins de Saint-Pétersbourg » et qui avait reçu la première commande pour la peinture de la Cathédrale du Christ-Sauveur de Moscou.
Constantin Makovski va le suivre. Il a obtenu un grand succès auprès du public, ce qui lui a rapporté des sommes énormes. Il s'installe dans un atelier à la Place du Palais (Saint-Pétersbourg). La partie des membres qui restent fidèles à l'Artel évitait souvent de payer à la caisse commune l'argent que leur rapportait la vente de leurs propres œuvres. Kramskoï, dépité par cette absence de paiement de la part des membres, s'adresse à Alekseï Markov, professeur d'histoire de l'Académie impériale qui leur confie la peinture du dôme de la coupole de la Cathédrale du Christ-Sauveur de Moscou pour la somme de 10 000 roubles. Bogdan Venig et Nikolaï Kochelev assistèrent Kramskoï dans la réalisation de cet ouvrage.

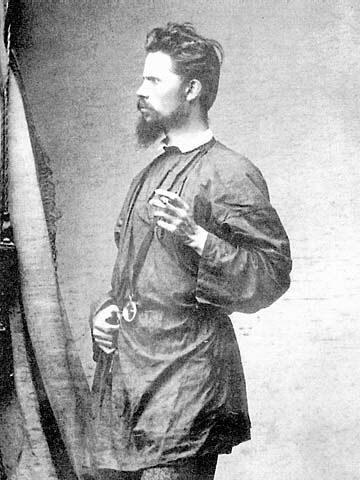
Ivan Kramskoï, photo, (1865).

Kramskoï reçoit des arrhes pour les travaux promis et, grâce à cela, l'Artel peut déménager au début 1866 dans un quartier plus riche, dans un appartement du comte Alekseï Stenbok-Fermor, sur la Place de l'Amirauté, à l'angle de la perspective de l'Ascension et de celle de l'Amirauté.
Les revenus de l'Artel augmentent peu à peu. Le groupe fait l'acquisition d'un appareil photographique pour 150 roubles. Cela permet aux artistes de prendre des photos du tsar et de sa famille, mais aussi de suivre la demande de portraits de l'aristocratie et des riches marchands. L'augmentation de ses revenus permet à Kramskoï de voyager à l'étranger. Vers 1868 le capital de l'Artel s'élève à 10 000 roubles.

### Fin de l'Artel
Malgré les problèmes financiers de l'Artel, Kramskoï reste fidèle à l'amitié personnelle qui unit les quatorze révoltés de l'Académie des Arts. 

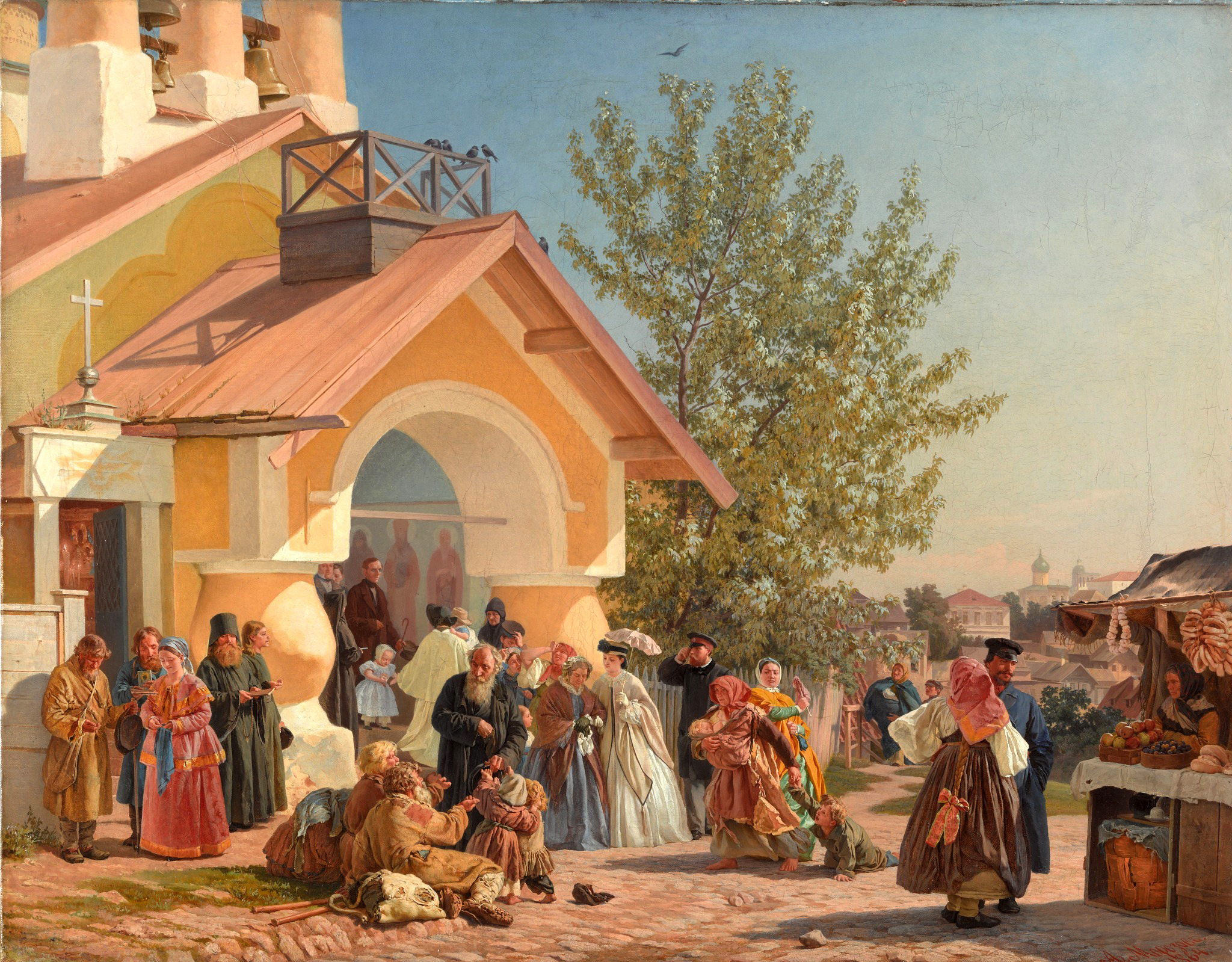
Alexandre Morozov La sortie de l'église de Pskov

L'Académie de son côté reconnaît les talents des artistes du groupe et dès 1864 attribue le titre d'académicien à Alexandre Morozov pour son tableau La sortie de l'église de Pskov. En 1865 le portraitiste Nikolaï Choustov reçoit la même distinction d'académicien pour son portrait du général-gouverneur de Sibérie-orientale Mikhaïl Korsakov. Pour Le paysan dans le malheur et Rassemblement à l'église le titre d'académicien est accordé en 1867 à Nikolaï Petrovitch Petrov, en 1868 pour son tableau La noyade à Nikolaï Dmitriev-Orenbourgski, et à Alexeï Korzoukhine pour Le retour du père de la foire agricole.

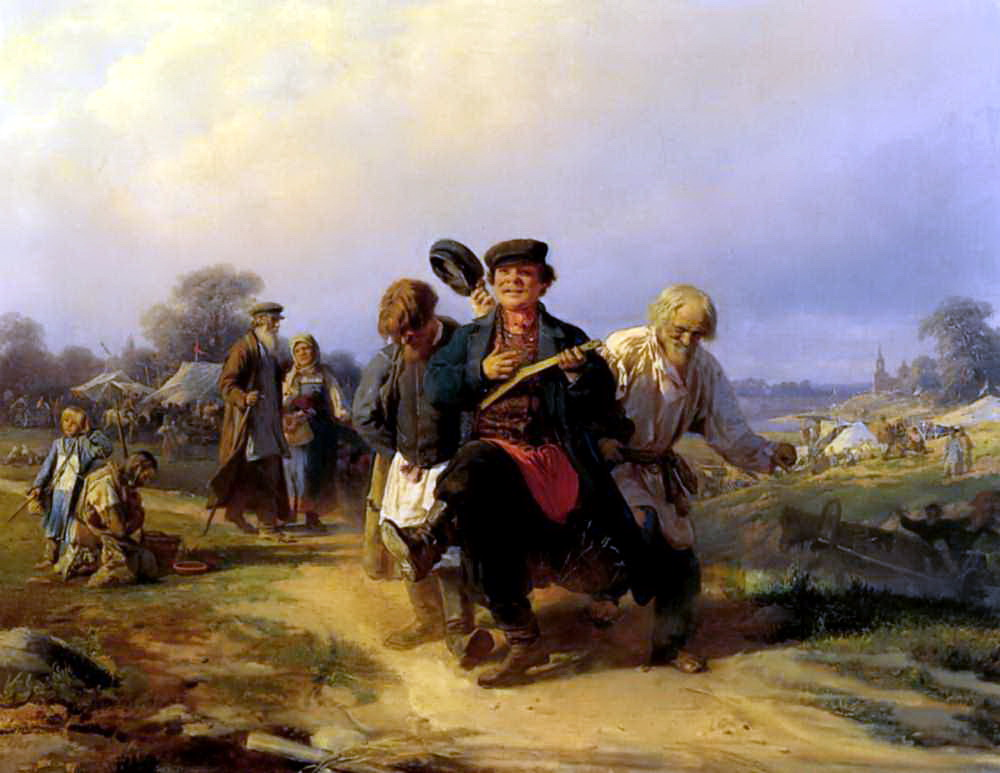
Alexeï Korzoukhine : Le retour du père de la foire agricole

À l'automne 1870, un des membres de l'Artel, Nikolaï Dmitriev-Orenbourgski, introduit
discrètement une demande à l'Académie impériale pour obtenir la pension de l'Académie pour un séjour de trois ans à l'étranger qui était attribuée aux artistes les plus méritants par le Conseil d'académie. Vexé par le fait qu'un des quatorze traite en secret avec l'Académie, Kramskoï fait une déclaration devant l'Artel le 19 octobre 1870 demandant de condamner publiquement le comportement de Dmitriev-Orenbourgski.
Le 7 novembre 1870 se tient une assemblée générale des membres de l'Artel, qui refuse de considérer que Dmitriev-Orenbourgski aurait violé formellement une quelconque disposition des statuts de l'association. Mécontent de ce refus, Kramskoï présente un second projet de résolution excluant cette fois Dmitriev-Orenbourgski de l'Artel. L'assemblée générale refuse d'examiner cette nouvelle demande de la part de son président. Kramskoï, déçu et vexé par cette attitude qu'il considère peu scrupuleuse pour des associés, donne, le 24 novembre 1870, sa démission de l'Artel.
Privée de son président-fondateur, l'Artel perd petit à petit ses membres et en 1871 ils se séparent tous. Une partie de ceux-ci refuse d'abord la proposition de Grigori Miassoïedov de se joindre à la nouvelle Société des expositions artistiques ambulantes en formation. La première exposition de cette dernière eut lieu en 1871. Par la suite, ils entrent nombreux dans ce cercle qui jouera plus tard un rôle clé dans le développement de l'art russe au XIXe siècle.

« Dans l'Artel, ce fut le début  des malentendus. Cela commence par une dispute de famille entre les épouses de deux associés et cela se termine quand les deux associés quittent l'Artel. Un des membres demande une faveur spéciale à l'Académie pour obtenir un voyage à l'étranger au frais de l'état. Kramskoï estime que c'est une violation des principes de l'Artel : ne pas chercher à flatter l'Académie pour obtenir des faveurs au profit d'un seul comme cela avait été décidé à la création de celle-ci, lors de la révolte des quatorze. Ne pas non plus se laisser appâter par la  vente de ses talents. Kramskoï demande alors, par écrit, à ses amis de s'exprimer sur ce qu'ils pensent du comportement d'un des leurs. Ils répondent évasivement ou se taisent. À la suite de cela Kramskoï sortit de l'Artel des artistes. Après sa sortie l'Artel perd sa raison d'être et disparaît. »

— Ilia Répine Loin et proche.

## Adresses à Saint-Petersbourg
- 17 линия В. О., дом 4, квартира 4
- Адмиралтейский проспект, дом 10